# Christmas Time (Christina Aguilera)
Christmas Time è un brano della cantautrice statunitense Christina Aguilera, pubblicato come singolo promozionale dell'album natalizio My Kind of Christmas.

## Singolo
Il singolo, pubblicato nel novembre del 2000, ha raggiunto discrete posizioni nella stagione natalizia ed è stato anche eseguito live, dal quale è stato estratto un video.
Qui la Aguilera ha lo stesso stile del video Come on Over ed esegue una coreografia con altri ballerini, tutti agghindati in stile natalizio. La versione video vede la partecipazione di un rapper. Nel singolo è contenuto anche il brano This Year.

## Tracce
CD singolo - Versione europea
1. Christmas Time – 4:03
2. This Year – 4:13

CD singolo - Versione statunitense
1. Christmas Time – 4:01
2. Holiday Greeting – 0:07